# Ибрагим аль-Мавсили
Абу Исха́к Ибраги́м аль-Мавсили́ (араб. أبو إسحاق إبراهيم الموصلي‎ 742/743, Куфа ― 803/804 Багдад) — средневековый арабский певец и композитор персидского происхождения, представитель консервативного течения в классической арабской музыке, восходящего к доисламским музыкальным традициям Хиджаза, придворный музыкант халифов Аль-Махди, Аль-Хади и Харуна ар-Рашида.
Автор около 900 песен, написанных на собственные стихи и стихи других арабских поэтов. Составитель (совместно с Исмаилом ибн Джами и Фуляйхом ибн Абу) сборника ста лучших песен («аль-Миату ас-Саути аль-Мухтара»), который не дошёл до наших дней, но стал основой антологии арабской песни и поэзии «Китаб аль-Агани» аль-Исфахани.
Персонаж популярных арабских средневековых анекдотов и новелл, включённых в сборник «Тысяча и одна ночь».

## Биография

### Детство и юность
Его полное имя Абу Исхак Ибрагим ибн Махан ибн Бахман ибн Носк. Всю сознательную жизнь он использовал насаб ибн Маймун, чтобы скрывать своё немусульманское происхождение. Его отец, Махан ибн Бахман, принадлежал к знатному персидскому роду из Арраджана. Спасаясь от преследования влиятельного чиновника из администрации Омейядов, он с женой и двумя сыновьями вынужден был бежать в Месопотамию. Поселился в Куфе, где принял ислам и заключил валах с арабским племенем Дарим, одной из ветвей Бану Тамим. Вскоре он женился во второй раз на дочери богатого персидского землевладельца, также бежавшего из Персии. В 125 году хиджры (742/743 год по григорианскому календарю) у них родился сын Ибрагим.
Махан ибн Бахман умер во время эпидемии чумы, когда Ибрагим был ещё младенцем. Заботу о мальчике взял на себя дядя по материнской линии Наала ибн Нуайм аль-Нахшали (Naḍla b. Nuʿaym al-Nahshalī). Ибрагим стал молочным братом его сына. Когда Ибрагим достиг юношеского возраста, дядя определил его в школу по изучению Корана. Но Ибрагим плохо знал арабский язык, поэтому в учёбе не преуспел. Вместе с ним в школе учился Хузайма ибн Хазим, сын известного арабского полководца Хазима ибн Хузаймы, который, по всей видимости, ввёл Ибрагима в общество местной «золотой» молодёжи. Участвуя в кутежах, Ибрагим пренебрегал учёбой. Когда дядя узнал об этом, он сурово наказал племянника. Не стерпев обиды, Ибрагим сбежал из дома в Мосул.

### Начало музыкальной карьеры
В Мосуле Ибрагим связался с бандой мелких разбойников (ṣaʿālīk), которая занималась грабежами на дорогах, а затем устраивала шумные попойки в городе. Во время застолий Ибрагим стал петь для своих новых товарищей и вскоре узнал от них, что является лучшим певцом в Мосуле. С этого времени он окончательно решил посвятить себя музыкальной карьере. Впрочем, старшая сестра Ибрагима утверждала, что брат воспылал страстью к пению после того, как услышал песню популярной в то время певицы Джамили.
В Мосуле Ибрагим провёл около года, после чего ненадолго вернулся в Куфу. Бывшие приятели дали ему прозвище аль-Мавсили (человек из Мосула), которое Ибрагим стал использовать в своём имени. Примирение с родственниками, по всей видимости, не состоялось, и Ибрагим уехал в Рей, где обучался персидской и арабской музыке, а также усердно изучал арабский язык. В Рее он женился сначала на девушке по имени Дошар, от которой имел дочь, а затем на Шахак, которая стала матерью Исхака и других его детей.
В Рее Ибрагим жил на средства, которые ему удалось скопить во время пребывания в Мосуле. Денег за свои выступления он не брал. Но однажды через Рей проезжал посланник халифа аль-Мансура, который был так восхищён его пением, что одарил его двумя тысячами дирхемов и одеждой. Это были первые деньги, которые Ибрагим заработал пением. Произошло это, видимо, в начале 770-х годов, незадолго до смерти халифа аль-Мансура.
Свой первый заработок Ибрагим решил потратить на дальнейшее овладение ремеслом. Он узнал, что близ Басры живёт зороастриец Джуванувайх (Juwānuwayh), который славится своим певческим искусством. Решив стать его учеником, Ибрагим перебрался в Убуллу. Однако обучение было недолгим. Когда через несколько дней Джуванувайх услышал пение Ибрагима, он воскликнул: «Ты смеёшься над нами. Это ты должен учить нас, а не наоборот!». Джуванувайх был вхож в дом братьев Мухаммада и Али, представителей младшей ветви правящей династии Аббасидов. С его подачи талантливый певец был взят в их свиту. Там его услышал приближённый нового халифа Аль-Махди. По его рекомендации халиф затребовал Ибрагима во дворец. Так аль-Мавсили стал первым придворным певцом, родившимся на территории современного Ирака.

### Придворная карьера
Пение Ибрагима произвело неизгладимое впечатление на аль-Махди, и очень скоро он стал любимцем халифа. Но пагубное пристрастие аль-Мавсили к алкоголю едва не стоило ему придворной карьеры и даже жизни. Аль-Махди, в отличие от своих сыновей, был убеждённым трезвенником и нередко наказывал своих слуг, в том числе и Ибрагима, за пьянство. Но однажды Муса и Харун пригласили певца на своё застолье. Ибрагим пел для них и пил вместе с ними. Один из слуг донёс об этом халифу. Аль-Махди пришёл в ярость, но будучи не в силах наказать своих сыновей, обрушил свой гнев на Ибрагима. Он приказал заковать музыканта в кандалы и бить плетьми, после чего бросить его в темницу. Экзекуция совершалась на глазах халифа, и когда она закончилась, аль-Махди наказание показалось недостаточным. Он ударил аль-Мавсили по голове мечом в ножнах, едва не лишив его жизни. Осознав, что перегнул палку, халиф приказал своему слуге Абдаллаху ибн Малику забрать Ибрагима к себе домой и лечить, но держать взаперти. Своё пребывание в доме ибн Малика аль-Мавсили описывает не иначе, как пребыванием в гробнице. Выходила его рабыня Джашша. Позднее, в знак благодарности, Ибрагим выкупил её, дал вольную и выдал замуж за своего камергера.
Когда Ибрагим полностью восстановил здоровье, халиф разрешил освободить музыканта, предварительно взяв с него клятву, что он больше никогда не будет встречаться с Мусой и Харуном. Мухаммад аль-Махди умер в 785 году, и на багдадский престол взошёл его сын Муса, который вернул аль-Мавсили во дворец и в качестве извинений за поступок отца приказал выплатить певцу 150 000 динаров. В дальнейшем он не раз одаривал своего любимого музыканта дорогими подарками. Известен случай, когда халиф был настолько тронут песней Ибрагима, что приказал открыть для музыканта свою казну и разрешил ему взять столько денег, сколько он сможет унести. Аль-Мавсили воспользовался случаем, чтобы обогатиться на 50 000 динаров. Как заметил сын аль-Мавсили Исхак, если бы аль-Хади правил дольше, то они смогли бы строить стены своих домов из золота и серебра.
Муса аль-Хади неожиданно скончался в 786 году в возрасте 22 лет. Новым халифом стал его брат Харун ар-Рашид, в правление которого музыкальная карьера аль-Мавсили и его влияние при дворе достигли своего пика. Ибрагим аль-Мавсили был неизменным участником застолий Харуна, сопровождал его в деловых поездках и военных походах. Ар-Рашид даже дал ему прозвище Надим (собутыльник), а халиф аль-Мамун позднее называл его сына Исхака не иначе как сыном Надима. О степени влияния аль-Мавсили на халифа можно судить по тому, что он добился освобождения из тюрьмы музыканта Зальзаля, который томился в заключении около десяти лет, а также вытребовал себе право не работать по субботам. Харун ар-Рашид мог одарить своего певца сотней тысяч дирхемов за исполнение всего одной песни. Помимо халифа музыканту покровительствовали многие высшие правительственные чиновники, особенно Бармакиды. Много друзей имел Ибрагим и среди багдадской знати. Лишь однажды во время экспедиции в Сирию аль-Мавсили чем-то прогневал Харуна, и он приказал бросить певца в тюрьму в Ракке. Но уже через несколько дней халиф затосковал по своему любимому музыканту и освободил его.
Ибрагим аль-Мавсили был не только талантливым, но и плодовитым композитором. По утверждению Исхака аль-Мавсили, его отец написал 900 песен, 300 из которых относятся к золотому фонду арабской средневековой песни (dīnāriyya), ещё триста не уступают произведениям других композиторов (dirhamiyya), а оставшиеся триста были просто лёгким развлечением (filsiyya). Ибрагим сочинял песни во всех известных в то время музыкальных стилях, но особенно ему удавались композиции в быстром ритме «махури». Он также хорошо играл на уде, а на нае ему аккомпанировал известный в то время музыкант Барсавма (Barṣawmā). Позднее в состав своего коллектива он ввёл талантливого исполнителя на уде Зальзаля и даже женился на его сестре. 
Ибрагим аль-Мавсили исполнял песни как на собственные стихи, которые часто сочинял экспромтом, так и на стихи других арабских поэтов. Наиболее часто он прибегал к творчеству Абу аль-Атахии и Аббаса ибн аль-Ахнафа. Когда он узнал, что халиф ар-Рашид увлечён стихами бедуинского поэта Гайлана ибн Укба, он стал писать песни и на его стихи и даже добился эксклюзивного права на их исполнение.
Как музыкант аль-Мавсили придерживался консервативного направления в классической арабской музыке, восходящего к древним традициям Хиджаза. В то же время другой придворный певец и композитор, выходец из Хиджаза Исмаил ибн Джами выступал за новаторство в музыке. Между двумя музыкантами возникло острое соперничество. Их склоки забавляли халифа Харуна ар-Рашида, и он часто подливал масло в огонь, устраивая между соперниками своего рода музыкальные баттлы. Впрочем, музыканты конфликтовали не всё время. Они часто сотрудничали в маджлисе, а также совместно с придворным музыкантом Фуляйхом ибн Абу составили для халифа сборник ста лучших песен «аль-Миату ас-Саути аль-Мухтара», который не дошёл до наших дней, но после доработки Исхаком аль-Мавсили стал основой антологии арабской песни и поэзии «Китаб аль-Агани» аль-Исфахани.
Аль-Мавсили имел в Багдаде собственную музыкальную школу, основным назначением которой было музыкальное образование рабынь. Темнокожих и смуглых рабынь в халифате обучали музыке и раньше с тем, чтобы поднять их стоимость на невольничьем рынке, в то время как красивых белых рабынь (хуснах) и без того покупали по высоким ценам как наложниц. Ибрагим взялся за музыкальное образование именно белых невольниц, став в этом плане первопроходцем. По имеющимся данным в музыкальных классах его школы обучалось одновременно до 80 девушек. После обучения он продавал рабынь в дома багдадских богачей, зарабатывая на этом большие деньги. Однажды ему удалось продать одну из своих учениц халифу Харуну ар-Рашиду по баснословно высокой для рабыни цене в 36 000 золотых динаров. Кроме того, он брал на обучение и детей из состоятельных семей. Из большого количества учеников и учениц аль-Мавсили большую известность приобрели его сын Исхак, и певцы Аллавайх аль-Асар и Мухарик.

### Последние годы жизни
При жизни Ибрагим аль-Мавсили был состоятельным человеком. Его ежемесячное жалование при дворе составляло 10 000 дирхемов. Он также имел доход от своих поместий и музыкальной школы. Внук Хаммад, однажды участвовавший в пересчёте сокровищницы деда Ибрагима, оценивал его состояние в 24 000 000 дирхемов. В то же время Исхак аль-Мавсили сообщил, что после смерти отца осталось всего 3 000 динаров, которых не хватило даже на покрытие его долгов.
В последние годы жизни Ибрагим аль-Мавсили страдал от заболевания кишечника, которое ибн Сина в своих трудах описывает как куландж. В 188 году хиджры (803/804 год по григорианскому календарю) состояние его здоровья резко ухудшилось, и он вынужден был оставить службу при дворе. В том же году он скончался. Когда халиф Харун ар-Рашид узнал о его смерти, он приказал принцу Абдуллаху прочитать молитву над его телом. В знак признания заслуг Ибрагима аль-Мавсили Харун распорядился выплачивать его сыну Исхаку, также ставшему придворным музыкантом, помимо его собственного жалования также жалование его отца.
Ибрагим аль-Мавсили являлся персонажем популярных средневековых арабских анекдотов и рассказов. Некоторые из них вошли в сборник арабских сказок «Тысяча и одна ночь».

## Комментарии
1. ↑  Махан — персидское имя, а Маймун ― арабское. Господствующей религией в Персии до арабского завоевания в 651 году являлся зороастризм. Заменив насаб на ибн Маймун, аль-Мавсили скрывает тот факт, что его отец не был мусульманином по рождению.
2. ↑  В период раннего ислама валах (walāʾ) заключался между арабским племенем или кланом и новообращённым в ислам неарабом и предполагал с одной стороны покровительство, с другой ― лояльность или даже вассальную зависимость. Люди, заключившие валах, назывались мавла (mawlā).
3. ↑  Энциклопедия ислама называет матерью Ибрагима аль-Мавсили женщину по имени Дошар, первую жену Махана ибн Бахмана, которая бежала вместе с мужем из Персии, уже будучи беременной. Однако эта информация опровергается сыном аль-Мавсили Исхаком, согласно которому матерью отца была женщина, на которой его дед женился уже в Куфе. Некоторые арабские источники утверждают, что мать Ибрагима звали Майсун.
4. ↑  Хузайма ибн Хазим ибн Хузайма аль-Тамими (ум.  818/819 г.) ― государственный деятель Аббасидского халифата, сыгравший ключевую роль в закреплении трона за Харуном ар-Рашидом.
5. ↑  Джамиля (ум. 720 г.) ― популярная арабская певица и поэтесса из Медины.
6. ↑  Средневековый арабский город в дельте Тигра и Евфрата. Ныне район Ашар города Басры.
7. ↑  Братья Мухаммад ибн Сулейман ибн Али и Али ибн Сулейман ибн Али приходились двоюродными братьями халифу аль-Мансуру.
8. ↑  Барсавма,  в некоторых источниках Барсума (ум. после 804 года) — выдающийся арабский средневековый флейтист.
9. ↑  Абу-л-Харис Гайлан ибн Укба аль-Адави по прозвищу Зу-р-Румма (ум. ок. 735 г.) — известный арабский поэт, один из последних представителей классического, «бедуинского», направления в арабской средневековой поэзии.
10. ↑  В формулировке британского музыковеда Генри Джорджа Фармера Ибрагим аль-Мавсили — основатель «старо-арабской школы музыкантов-практиков».
11. ↑  Исмаил ибн Джами (ум. до 804 года) — арабский композитор и певец-хафиз родом из Мекки. Придворный музыкант халифов аль-Махди, аль-Хади и Харуна ар-Рашида.
12. ↑  Маджлис ат-тараб (в переводе с арабского — весёлое собрание) — собрание в виде музыкального концерта.
13. ↑  Абу-ль-Муханна Мухарик ибн Яхья (ум. 845/846 году) ― выдающийся арабский средневековый певец, придворный музыкант халифов ар-Рашида, аль-Мутасима и аль-Васика. Сын мясника, в детском возрасте ставший рабом арабской певицы Атики бинт Шухды. Учился музыке у Ибрагима аль-Мавсили и был подарен им Бармакидам, которые передарили его халифу ар-Рашиду. В «Китаб аль-Агани» его новаторская манера пения была подвергнута критике за подрыв устоев классической арабской музыки.
14. ↑  Ибрагим аль-Мавсили является персонажем новелл «Рассказ об Ибрахиме Мосульском и дьяволе», «Рассказ об Ибрахиме ибн аль-Махди», «Влюблённые из аль-Медины» и «Десять рабынь».